# Alexis Ford
Alexis Ford (Glendale, Nova York, 24 d'abril de 1988), és una actriu porno nord-americana retirada. Ford va assistir a l'escola catòlica de Queens, Nova York. Era un membre de la Societat Nacional d'Honor a l'escola primària i l'escola d'infermeria a Miami, Florida. El seu primer treball fou a la cadena de restaurants Outback Steakhouse. Alexis va començar la seva carrera en la indústria de l'entreteniment per a adults com stripper en comiats de solter. Ford va posar nua per a fotògrafs eròtics assenyalats com Suze Randall, Holly Randall i Stephen Hicks després que la seva germana, una exmodel de nus que utilitza el nom Elita Moore, li va aconsellar seguir una carrera en la indústria del cinema per a adults. Alexis va signar un contracte exclusiu amb la companyia "Adam and Eve", al setembre de 2009. Aquest contracte va ser renovat per Adán i Eva a l'octubre de l'any següent. Ford ha treballat per altres grans empreses en funcions de classificació X: Girlfriends Films, Elegant Angel, FM Concepts, Smash Pictures, i West Coast Productions. D'altra banda, Alexis va ser la Pet del mes en el juny de 2012 de la revista Penthouse. Nominada per a un premi AVN a la millor actriu novella en 2011, Ford va guanyar el Premi AVN a la millor escena de Sexe Noi/Noia l'any 2013, amb Nacho Vidal.

## Premis i nominacions
- 2011 Premi AVN nominada – Best All-Girl Group Sex Scene – Femme Core[1]
- 2011 Premi AVN nominada – Best New Starlet
- 2013 Premi AVN Guanyadora _ Best Boy/Girl Sex Scene.